# Meiji-Gedächtnisgalerie

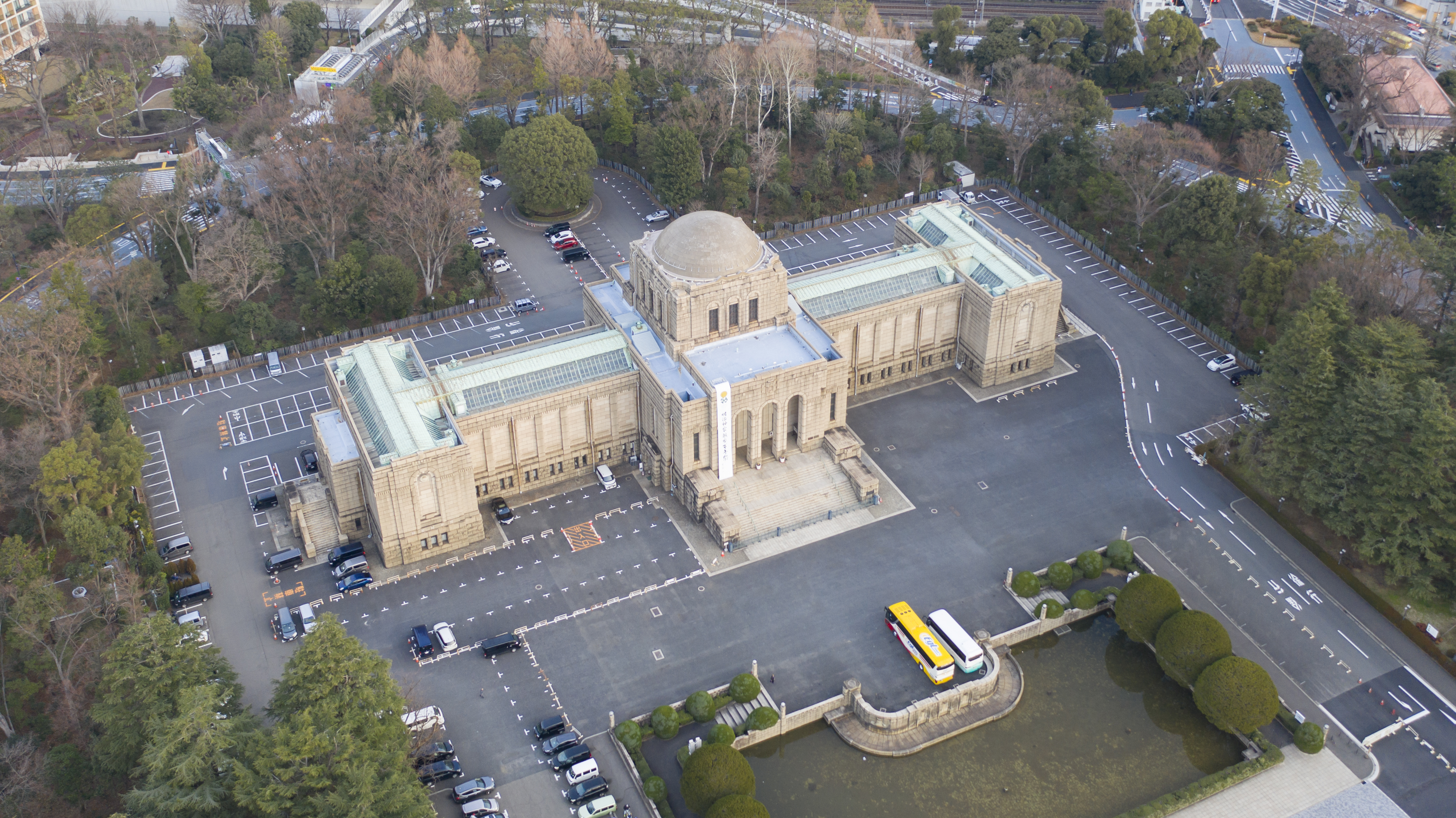
Die Gedächtnisgalerie

Die Meiji-Gedächtnisgalerie (japanisch 聖徳記念絵画館 Seitoku kinen kaiga-kan) ist eine Gemäldegalerie im Park Meiji-jingū-gaien im Bezirk Shinjuku von Tokio. Sie zeigt Gemälde, die zu Ehren des verstorbenen Meiji-Tennō angefertigt worden sind. Die Gedächtnisgalerie ist öffentlich zugänglich.

## Übersicht

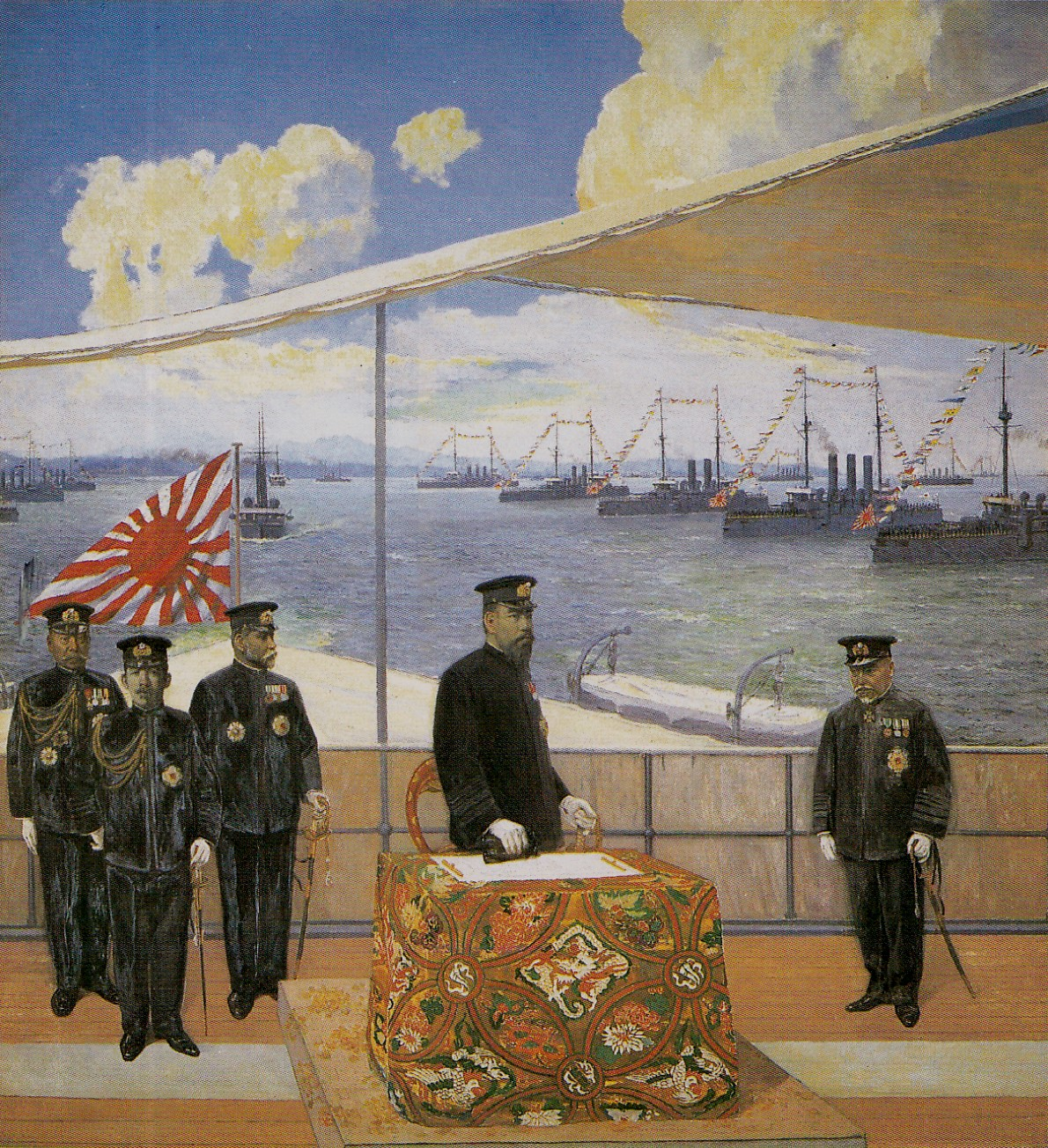
Tōjō: Flottenparade

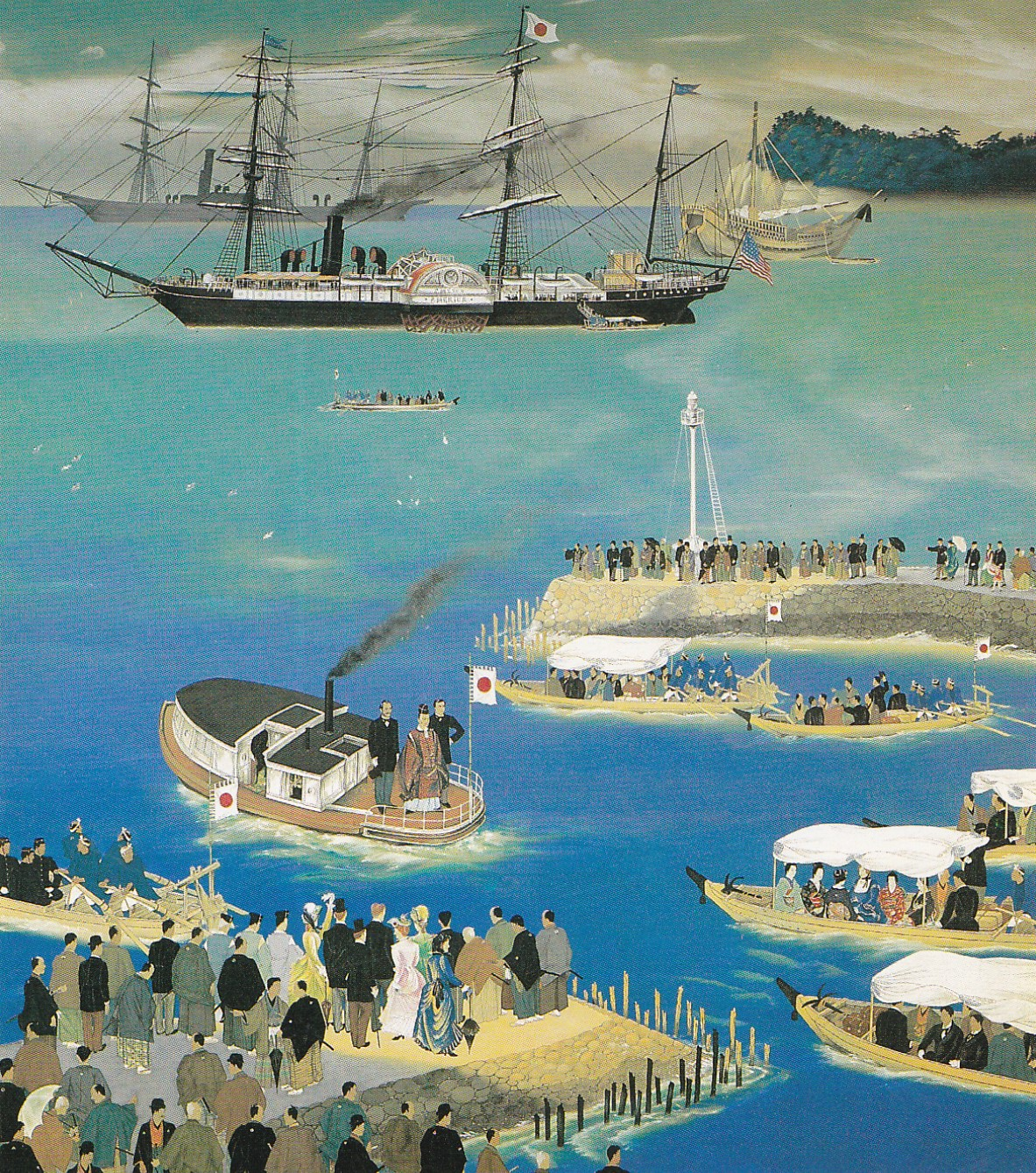
Yamaguchi: Entsendung der Iwakura-Mission 1871

Das Gebäude wurde zum Gedenken an den 1912 verstorbenen Meiji-Tennō erbaut und nach knapp acht Jahren Bauzeit im Oktober 1926 fertiggestellt. Es ist aus verstärktem Beton errichtet, außen mit Granit (Mannari-Granit aus Okayama), innen mit heimischen Marmor verkleidet.
Die Gemälde-Ausstellung im Obergeschoss zeigt insgesamt 80 Gemälde, die alle fast gleich groß sind (ca. 3 m hoch und 2,5–2,7 m breit). 40 Gemälde sind im Nihonga-Stil und 40 im Yōga-Stil, wobei im Ostflügel die Nihonga-Gemälde, im Westflügel die Yōga-Gemälde ausgestellt sind. Gesponsert von japanischen Adeligen, Firmen und Ministerien zeigen die Gemälde chronologisch wichtige Ereignisse während der Lebensspanne des Kaisers.

## Bilder (Auswahl, Titel und Künstler)
Nihonga
- Rückgabe der Lehen an den Tennō (大政奉還, Taiseihōkan), Murata Tanryō
- Kaiserlicher Besuch bei der Marine in Osaka (大阪行幸諸藩軍艦御覧, Ōsaka gyōkō shohan gunkan goran), Okada Saburōsuke
- Vortrag zum Lernen vom Westen (侍講進講, Jikō shinkō), Dōmoto Inshō
- Kaiserliches Gedicht „Erste Wildgänse“ (初雁の御歌, Hatsukari no outa), Kaburagi Kiyokata
- Entsendung der Iwakura-Mission (岩倉大使欧米派遣, Iwakura taishi ōbei haken), Yamaguchi Hōshun
- Der Kaiser besichtigt ein Manöver, Koyama Eitatsu

Yōga
- Der Kaiser empfängt die Außenminister (各国公使召見, Kakkoku kōshi shōken). Am 23. März 1868 folgte die Audienz des niederländischen Minister-Residenten Dirk de Graeff van Polsbroek und des französischen Minister-Residenten Léon Roches als erste westliche Diplomaten.
- Kaiserlicher Besuch bei Fürst Iwakura (岩倉邸行幸, Iwakura-tei gyōkō), Kita Renzō (1876–1947)
- Besuch eines Krankenhauses in Hiroshima (広島予備病院行啓, Hiroshima yobi byōin gyōkei), Ishii Hakutei
- Anglo-Japanische Allianz (日英同盟, Nichiei dōmei), Yamamoto Kanae
- Besuch der Medizinischen Hochschule Jikei (東京慈恵医院行啓, Tōkyō jikei iin gyōkei), Mitsutani Kunishirō
- Tagung des Kronrats zur Verfassung (枢密院憲法会議, Sūmitsu-in kempō kaigi), Goseda Hōryū II. (1864–1943)
- Verkündigung der Verfassung (憲法発布式, Kempō happushiki), Wada Eisaku
- Stadt Zhentian (振天府, Shinten-fu), Kawamura Kiyoo (1852–1934)
- Besetzung Taiwans (台湾鎮定, Taiwan chintei), Ishikawa Toraji
- Triumphale Flottenparade (凱旋観艦式, Gaisen kankanshiki), Tōjō Shōtarō (1869–1929)
- Besuch der Kaiserlichen Universität Tōkyō (東京帝国大学行幸, Tōkyō teikoku daigaku gyōkō), Fujishima Takeji
- Begräbnisfeier (大葬, Taisō), Wada Sanzō